# Blake Ross
Blake Ross (* 12. června 1985) je programátor, který je znám hlavně svou prací na webových prohlížečích Mozilla. Společně s Davem Hyattem dal vzniknout Firefoxu a s Asou Dotzlerem založil projekt Spread Firefox. V současné době se již aplikacím Mozilla nevěnuje. Společně s Joe Hewittem vytvářel Parakey, což je webové uživatelské rozhraní na desktopu, jehož cílem je smazat rozdíl mezi webem a desktopem. 20. července 2007 byl Parakey koupen sociální sítí Facebook. Blake Ross je též autorem knihy Firefox For Dummies, která byla vydána v roce 2006.

## Knihy
- Firefox For Dummies (ISBN 0-471-74899-4; vydána 11. ledna, 2006)